# Percival Prince
Die Percival Prince war ein leichtes Transportflugzeug der frühen Nachkriegszeit des britischen Herstellers Percival Aircraft Co.

## Geschichte und Konstruktion
Das Flugzeug war als freitragender zweimotoriger Hochdecker ausgelegt und metallbeplankt. Außerdem besaß es ein vollständig einziehbares Dreipunktfahrwerk mit Bugrad. Die Konstruktion orientierte sich an der Percival Merganser. Weiterentwicklungen des Typs waren das Vermessungsflugzeug Survey Prince und die Sea Prince. Eine verbesserte Version des Prince 3 mit einer größeren Spannweite und stärkerem Antrieb sowie Fahrwerkmodifikationen wurde für die Royal Air Force als Percival Pembroke gebaut.
Die Sea Prince waren Landflugzeuge und nicht für den Einsatz auf Flugzeugträgern geeignet. Sie fanden in zwei Rollen Verwendung: In der Version T.Mk.1 diente sie als Navigations- und U-Boot-Jagdschulflugzeug und als C.Mk. 1 und 2 als Transporter. Die Maschinen wurden von 1954 bis 1972 betrieben – als Navigationstrainer noch bis 1978 –, dann wurden sie durch die Handley Page Jetstream ersetzt.
Die Prince wurde auch in sechs Varianten für den zivilen Markt produziert.

## Varianten
- P.50 Prince 1 – Prototyp basierend auf der Percival Merganser mit modifiziertem Leitwerk und Fahrwerk sowie angetrieben von zwei 520-PS-Sternmotoren Alvis Leonides 501/4, 1 gebaut
- P.50 Prince 2 – Prince 1 mit schrägerer Frontscheibe und verstärktem Hauptholm, 5 gebaut
- P.50 Prince 3 – Prince 2 mit Alvis-Leonides-502/4-Motoren und bei einigen Flugzeugen verlängertem Bug, 12 gebaut
- P.50 Prince 4 – umgerüstet auf Alvis-Leonides-503-Motoren, 10 umgebaut
- P.50 Prince 5 – ursprüngliche Bezeichnung der Percival President
- P.50 Prince 6 – umgerüstet auf Alvis-Leonides-504-Motoren
- P.54 Survey Prince – Prince 2 mit verlängertem transparentem Bug und Kameraluken, 6 gebaut
- P.57 Sea Prince C1 – Prince 2 für die Royal Navy, 3 gebaut.
- P.57 Sea Prince T1 – Prince 3 mit Radar im verlängerten Bug, zwillingsbereiftem Hauptfahrwerk und verlängerten Triebwerksgondeln, für Navigations- und U-Boot-Jagdausbildung, 41 gebaut
- P.57 Sea Prince C2 – Transportversion der Sea Prince T1, 4 gebaut

## Militärische Nutzung
- Australien

Royal Australian Air Force
- Thailand
- Vereinigtes Königreich

Royal Navy

## Technische Daten (Sea Prince T.1)

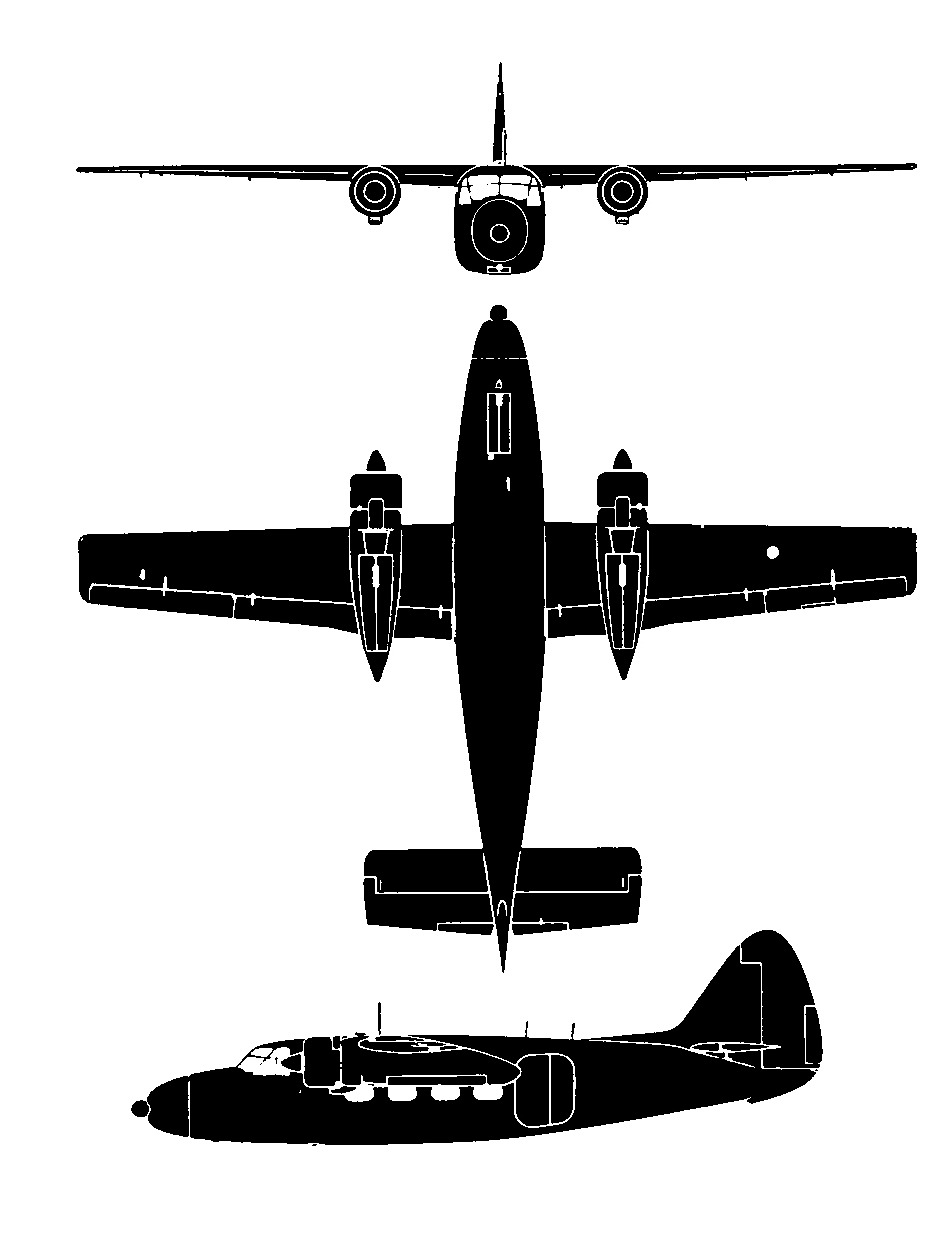
Percival Sea Prince T.1

| Kenngröße             | Daten                                         |
| --------------------- | --------------------------------------------- |
| Besatzung             | 2                                             |
| Passagiere            | 3 Schüler                                     |
| Länge                 | 14,13 m                                       |
| Spannweite            | 17,07 m                                       |
| Höhe                  | 4,90 m                                        |
| Flügelfläche          | 33,90 m²                                      |
| Leermasse             | 4023 kg                                       |
| max. Startmasse       | 5386 kg                                       |
| Reisegeschwindigkeit  | 294 km/h                                      |
| Höchstgeschwindigkeit | 359 km/h                                      |
| Dienstgipfelhöhe      | 6706 m                                        |
| Reichweite            | 740 km                                        |
| Triebwerke            | 2 × Sternmotoren Alvis Leonides mit je 411 kW |